# Рокоссовские
Рокоссо́вские (пол. Rokossowscy) — старинный польский шляхетский род.
Первоначально пользовались гербом Чаша (пол. Czasza), исчезнувшим в XV веке, а в XVI веке — приняли шлёнский (силезский) по происхождению герб Гляубич (Glaubicz), некоторые Рокоссовские пользовались гербом Окша.

## История рода
Родоначальниками Рокоссовских считаются Миколай Котерба из Рокосова (? — 1412) и его сыновья Томислав (? — 1452) и Дзерслав (? — 1446) Рокоссовские — владельцы имения Рокосово в Познанском воеводстве.
Наиболее известными представителями рода Рокоссовских были:
- Лукаш Рокоссовский (? — ок. 1489) — сын Дзерслава Рокоссовского, ротмистр «войск заченжных» в 1467—1479 годах, бургграф конинский (1473—1475) и чесник познанский (1482). Участвовал в Чешском походе 1471 г. и в войне с тевтонскими рыцарями в 1478—1479 годах;
- Анджей Рокоссовский (? — 1502) — сын Томислава Рокоссовского. В Чешском походе 1471 года был товарищем у Лукаша Рокоссовского и руководил отрядом из 58 конников;
- Мацей-Элиаш Рокоссовский (? — 1540) — племянник Анджея Рокоссовского (сын его брата Элиаша) и один из владельцев Рокосова;
- Якуб Рокоссовский (1524—1580) — сын Мацея-Элиаша Рокоссовского и самый известный представитель рода. В 1559—1569 годах — подсудок познанский, староста остшешовский (1569—1580), каштелян сремский (1572—1578), подскарбий надворный (1574—1578) и подскарбий великий коронный (1578—1580). Якуб Рокоссовский состоял в родстве с влиятельнейшими магнатско-шляхетскими родами: Остророгами, Фирлеями, Опалинскими, Лещинскими и др.

После смерти Якуба Рокоссовского разросшийся род Рокоссовских утрачивает свои позиции и постепенно попадает в разряд средней и мелкопоместной шляхты, проживавшей в Познанском и Калишском воеводствах. Поместье Рокосово Рокоссовские потеряли ещё на рубеже XVI—XVII веков, распродав его по частям в 1586—1612 годах Малеховским герба Абданк.
- Платон Иванович Рокасовский (1800—1869) — генерал-лейтенант, член Государственного Совета, высочайшим указом 30 декабря 1854 года (11 января 1855 года) возведён с нисходящим потомством в баронское достоинство Великого Княжества Финляндского. Род внесён 14 (26) августа 1855 года в матрикул Рыцарского Дома Великого Княжества Финляндского в число баронских родов[3].
- Алексей Иванович Рокасовский (1798—1850) — генерал-лейтенант, сенатор, товарищ Главного Управления Путей Сообщения и Публичных Зданий, владелец благоприобретенного имения Дубокрай.
- Константин Константинович Рокоссовский (1896—1968) — советский военачальник, Маршал Советского Союза (1944), дважды Герой Советского Союза (29 июля 1944 и 1 июня 1945). Похоронен на Красной площади у Кремлёвской стены.

## Описание герба
Щит разделён горизонтально на две части, из коих в верхней в серебряном поле изображена Птица; а в нижней части в голубом поле золотая Корона, и внизу оной золотая же Рыба.
На щите дворянский коронованный шлем. Нашлемник: три страусовых пера. Намёт на щите голубой, подложенный золотом.
Герб рода Рокасовских внесён в Часть 4 Общего гербовника дворянских родов Всероссийской империи.